# Južni vunasti majmun pauk
Južni vunasti majmun pauk (lat. Brachyteles arachnoides) je vrsta primata iz porodice hvataša. Živi u kišnim šumama jugoistočnog Brazila na nadmorskoj visini do 1600 metara.

## Izgled
Zajedno sa sjevernim vunastim majmunom paukom najveći je među majmunima Novog svijeta. Dug je 45-78 centimetara, a rep je dug 65-80 centimetara. Mužjaci su teški 12-15 kilograma, dok su ženke lakše sa svojih 9,5 do 11 kilograma. Krzno mu je žućkasto-sive boje i kratko je. Noge i ruke su im duge su i mršave, prilagođene načinu života na stablima.

## Način života
Dnevna je i arborealna životinja. Živi u skupinama sastavljenim od 5 do 25 životinja. Biljojed je, oko 50% njegove prehrane bazira se na listovima, 30% na plodovima, a ostatak čine drugi biljni dijelovi.
Poligaman je; mužjaci se često pare s više jedinki. Gestacija traje sedam ili osam mjeseci, te se najčešće rodi jedno mladunče, koje majka doji dvije godine, a spolnu zrelost postiže s pet do sedam godina. Kad postanu spolno zrele, ženke moraju napustiti skupniu unutar koje su rođene, dok mužjaci ostaju u njoj.